# 蓮花號案
蓮花號案（法語：Affaire du Lotus），亦名為「荷花號案」，為1926年法國與土耳其兩國因法國籍汽輪「蓮花號」與土耳其籍汽輪「波茲庫」號(S.S. Bozkurt)相撞而產生的國際法糾紛，為國際法上最知名案件之一，於管轄權、國際法法源、與國際法與內國法關係上都有影響力。本案的核心意旨為國家對管轄權之劃定有較寬裁量權(a wide measure of discretion)，國際法對之約束有限。換言之，管轄權既繫於國家主權，只要不被國際條約禁止即可行使，而非需條約許可方得行使。

## 事件概要

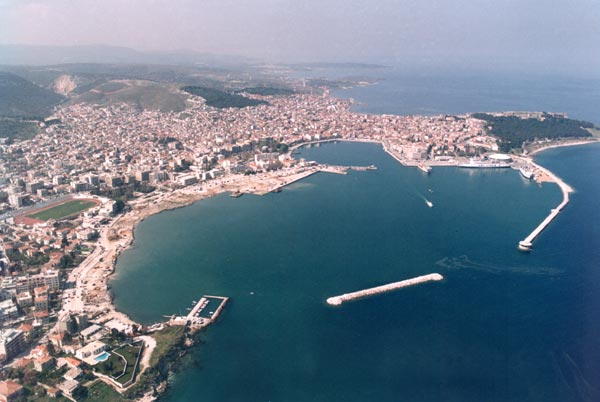
愛琴海米蒂利尼今貌。

1926年8月2日，法國籍汽輪「蓮花號」與土耳其籍汽輪「波茲庫」號在愛琴海米蒂利尼以北五到六浬的公海處相撞，造成後者船上八人死亡。蓮花號隔日在伊斯坦堡上岸後，土耳其當局遂對法國籍船員Demons展開刑事調查。1926年9月15日，Demons被伊斯坦堡刑事法院判處短期監禁與罰款。但法國政府隨後行使外交保護權(protection diplomatique)，抗議土耳其法院無管轄權。
法國主張的理由是多國簽於1923年7月24日的條約(Convention respecting Conditions of Residence and Business and Jurisdiction)，其中的第十五條明定：關於管轄權之有無，簽約諸國需依國際法處理。法國據此要求土耳其法院交付金錢賠償。在兩方相持不讓之下，兩國於1926年10月12日合意將爭端送交常設國際法院解決。

## 爭點
首先，法國主張土耳其刑法第六條（外國人不論於何地，造成土耳其人損害，行為於土耳其法可罰，並為土耳其逮捕者，土耳其政府有管轄權）違反國際法規定。法國主張在1923年條約起草期間，土耳其政府曾想加入相同規定，卻為否決，可見該行為並不被國際社會接受。換言之，法國認為土耳其的国内法違法了先前自己對國際社會的承諾。
其次，法國主張根據國際習慣法，在公海上之糾紛，船旗國為唯一有刑事起訴權之國，管轄權不可因受害者國籍而定。

## 判決結果

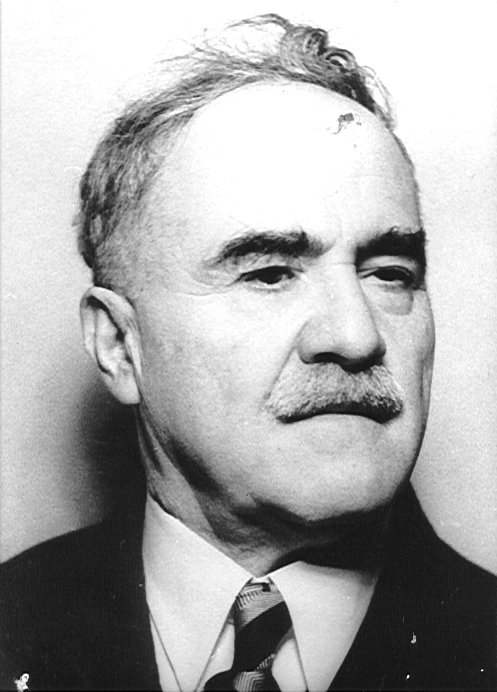
蓮花號案審判長馬克斯·胡貝爾。

常設國際法院於1927年9月7日宣布土耳其勝訴，其行為「並未違反國際法」。審判過程中由於法官們對土、法兩邊支持票數相同（6票對6票），只能由審判長馬克斯·胡貝爾投下關鍵性的一票。
首先，法院表示條約締約過程(travaux préparatoires)只在條約明顯不清楚的情況下方作為解釋工具：此案中，條約本文並未明定土耳其不能行使該管轄權。
其次，法院表示，船旗國「通常」有刑事起訴權，不代表船旗國根據國際習慣法是「唯一」有刑事管轄權之國。法院亦表示，管轄權雖確實不可因受害者國籍而定，但本案中受害者國籍並非決定因素，受害船之國籍才是：本案中，若將受害船視為土耳其領土之延伸，該犯罪也可視為在土耳其領土上所為。

## 國際法上影響
首先，條約起草過程只為條約解釋的輔助工具(moyens complémentaires d'interprétation)，這點現今已為1969年維也納條約法公約32條體現。
其次，管轄權不可只因受害者國籍而定亦成為國際法上常有之規定，如1963年東京條約第4條、1979年「反對劫持人質國際公約」第5條。
另外，根據本案亦可得知國際習慣法的形成不可只因他國被動(pratique négative)，而需有主動的面向，即法之確信(opinio juris)：法國主張船旗國根據國際慣例是唯一有刑事起訴權之國，但法院表示國際上有些國家為了國際禮儀，迴避審理他國為船旗國之案件，並不表示他們自認為受到習慣法的拘束。
最後，此案准許犯罪行為「結果地」的土耳其行使刑事管轄，為國際法上刑事「客體領土管轄權」(objective territorial principle)之濫觴。
值得注意者，「蓮花號案」的結論在今日未必仍有效，因為若船旗國與其他國均有管轄權，又若兩國皆行使權利，則受審人可能會因一事被懲罰兩次，違反一事不再理原則。故1958年公海公約與聯合國海洋法公約均推翻了常設國際法院的此項判決，改定為：
船舶在公海上發生碰撞或其他航行事故，使船長或船上任何其他服務人員須負刑事責任或受懲戒時，對此等人員之刑事訴訟或懲戒程序非向船旗國或此等人員隸籍國之司法或行政機關不得提起之。